# Commune (Côte d'Ivoire)
Pour les articles homonymes, voir Commune (homonymie).
En Côte d'Ivoire, la commune est une division administrative correspondant généralement à un territoire constitué de quartiers ou de villages.
Comme les autres collectivités territoriales ivoiriennes que sont la région, le département, le district et la ville, la commune est une entité administrative dotée de la personnalité morale et de l'autonomie financière. Elle a pour missions, dans la limite des compétences qui lui sont expressément dévolues, d'organiser la vie collective et la participation des populations à la gestion des affaires locales, de promouvoir et réaliser le développement local, de moderniser le monde rural, d'améliorer le cadre de vie, de gérer les terroirs et l'environnement. Le conseil municipal, le maire et la municipalité constituent les organes de la commune.

## Historique
La politique de communalisation, démarre en Côte d'Ivoire par la création, au terme de la loi du 18 novembre 1955 , des trois communes de plein exercice d'Abidjan, de Bouaké et de Grand-Bassam.
Limitée au double plan spatial et fonctionnel, la capacité de telles structures et organes à imposer un rythme au développement local, s'avère très peu significative et conduit en 1978 à une réforme qui voit le jour en 1980. Celle-ci se poursuit en 1985par un accroissement considérable du nombre de communes autant que de leurs champs de compétences.
En 1995, les pouvoirs publics ivoiriens prennent l'option d'élargir un peu plus l'expérience de la communalisation par l'érection de tous les chefs lieux de sous-préfectures en communes. La création de communautés rurales est même envisagée mais elle sera abandonnée avec l'adoption d'une nouvelle constitution en 2000 qui préserve toutefois le principe de la libre administration des collectivités territoriales.
En 2006, le territoire national est entièrement subdivisé en circonscriptions communales.
En mars 2012, le gouvernement supprime 1126 communes au motif que, sous la nouvelle juridiction des districts, régions, départements et sous-préfectures, ces communes particulières n'étaient pas des unités gouvernementales économiquement viables. À la suite de cette réorganisation, il y a maintenant 197 communes en Côte d'Ivoire. Dans de nombreuses régions du pays, les responsabilités précédemment assumées par les communes ont été transférées à d'autres niveaux de gouvernement. Dans la plupart des cas, la ville qui est le siège de la commune est également le siège d'une sous-préfecture.